# Карликовая игрунка
Ка́рликовая игру́нка (лат. Cebuella pygmaea) — вид приматов из семейства игрунковых (Callitrichidae). Является одним из самых маленьких приматов. В 2018 году на основе молекулярно-генетических данных из состава вида была выделена Cebuella niveiventris («восточная карликовая игрунка»), отличимая по беловатому низу; под C. pygmaea, соответственно, стала подразумеваться «западная карликовая игрунка» (англ. Western Pygmy Marmoset). Хотя западная карликовая игрунка распространена дальше на запад в сравнении с восточной, основной барьер, разделяющий их ареалы, образуют реки Амазонка (Солимойнс) и Мараньон (западная игрунка обитает к северу от них, а восточная — к югу).
В оценке Красной книги МСОП 2008 года карликовая игрунка помещена в категорию «Вызывающие наименьшие опасения» (англ. Least concern, LC). В оценках 2020 и 2021 года, произведённых уже после выделения C. niveiventris, оба вида помечены как «уязвимые» (англ. Vulnerable species, VU). Угрозу представляет продолжающееся сокращение площади и ухудшение условий среды обитания в результате деятельности человека, в частности из-за вырубки лесов, добычи полезных ископаемых, выращивания масличных пальм, строительства поселений и охоты.